# NGC 1593
NGC 1593 je galaksija u zviježđu Biku.

## Vanjske poveznice
- SEDS: NGC 1593